# 洪通
洪通（1920年3月29日—1987年2月23日），臺灣臺南北門鯤江蚵寮人，又名洪朱豆，知名素人畫家，50歲時開始學習作畫，於1972年嶄露頭角，1976年舉辦個展成為全臺焦點人物，其後久受媒體炒作。曾被譽為「東方的畢卡索」。
洪通隱居後速被大眾遺忘，窮困終老。其畫作當中神祕的文字畫與豐沛的原創性語彙，至今仍為藝術界所稱道，特別是那種「屬靈的」特殊風格，洪通因此又被稱為「靈異畫家」。
洪通的藝術，使用原始主義（Primitivism）裝飾藝術最常見的幾何紋漾，這些鋸齒「類編織」線條，幾乎是他作品風格的基本款。而在豐富的色彩與多變的形式當中，他經常以「圓」作為畫面的統合，為現代主義（modernism）與原始主義（Primitivism），搭起了十分趣味的黏合。
洪通的藝術時不時都蕩漾在他隨意賦形的形式美當中，他開創了素人畫家作品的原型，即原創、拙樸與不花俏的技巧，因而有「臺灣樸素藝術之父」的美譽。

## 生平

### 早年生活
洪通1920年生於日本統治時期臺灣臺南廳北門嶼支廳北門嶼區蚵寮庄（後改為臺南縣北門鄉鯤江村，今臺南市北門區鯤江里，俗稱南鯤鯓），由於父親於出生前辭世、母親亦於其四歲時過世，洪通從小主由祖母與五叔帶大，家境貧困，年小便替人放牛、打雜賺取微薄生活費。
青年時期的洪通甚至赴高雄打零工維持生計。從小無緣求學，因而不識字。1945年，25歲的洪通回鄉後與臺南市劉來豫結婚，育有三子二女，與其妻仍以打零工維持家計。在1970年以前的洪通諸如漁民、乩童等工作皆曾從事，鄉人以「朱豆伯」稱之。「朱豆」之稱的由來可能是因為其姓「洪」音近「紅」（「朱」色），且個子矮小之故。

### 嶄露頭角
1970年生日當天，50歲的洪通突然對繪畫產生極大的興趣，跪在妻子面前要求答應他能專心投入繪畫，其妻允諾他每個月以1000元購買畫具，閉門研究繪畫，其間也常至臺南市拜訪畫家學習作畫，並曾至曾培堯畫室作畫前後長達一年半。當時洪通作畫是把自己鎖在昏暗的房間裡拼命作畫，左鄰右舍見他突然如此，有人甚至覺得他瘋了，或覺得他是在鬼畫符，而成名之後有人附會說南鯤鯓代天府供奉的范府千歲原是唐代名畫家，因生辰八字與洪通相符才附身其上作畫。
1972年一次南鯤鯓代天府廟前攝影比賽機緣，洪通攜其作品，懸掛於廟牆上展出（一說為樹下）。看似神祕的文字畫與用色豐富的畫風，意外獲《ECHO Magazine of Things》（《漢聲雜誌》前身）記者刊登報導。往後的2、3年中媒體相繼大幅報導，1973年，雄獅美術四月號出版「洪通特輯」，藝術界開始討論和研究洪通其人其畫，在1970年代的台灣藝術界，掀起了一股「洪通狂潮」。
1976年3月13日，洪通在美國新聞處臺北分處林肯中心舉辦首次個人的畫展，展出作品一百多幅，為期13天，參觀人潮絡繹不絕，震撼臺灣藝壇，使洪通熱潮推至到最高點。據說曾有華南大飯店陳姓董事長願用700萬收購洪通這次所有展出的畫作，但為洪通所拒。同年5月27日高雄大統百貨八樓展出作品兩百多幅，同樣造成轟動。據說有法師在觀完其畫作後聲稱洪通應藉鬼神之筆完成畫作，描繪作品亦非「凡人」，洪通便常被稱為「靈異畫家」。

### 回鄉隱居
短短幾年內完成三百十二幅畫的洪通不堪名利而充滿困擾，畫展過後洪通回到南鯤鯓與家人分居，單獨租屋並閉不出門，整日作畫，期間仍訪客不斷，但他拒絕接待。洪通未能獲得臺灣藝術界主流的肯定，加上他堅持不賣畫的風骨，使他仍待在破舊房子內，生活未獲改善。
1986年資助其繪畫的妻子辭世，令其精神飽受打擊，而媒體狂熱報導的洪通熱潮大約在此時已到了終點。
1987年2月23日凌晨一點多洪通於南鯤鯓的家中睡夢中去世，享壽67歲，留下畫作約300餘幅。同年3月31日於臺南法華寺舉行告別式，由臺南市長林文雄擔任治喪會主任委員，日後與妻子劉來豫合葬，但就南山公墓區內現洪通之墓而論，其墓碑上只有洪通之名，並無妻子之名同刻碑上，顯然並未與妻子合葬。

## 身後
生前各國友人曾力邀洪通參加畫展，均被其以擔心遺失為由拒絕，1987年9月，美國文化中心藝術家雜誌社舉辦了洪通遺作回顧展，展出作品70餘件。被譽為「東方的畢卡索」。
同年10月，臺南縣立文化中心肯定洪通是位素人畫家，及他在鄉土藝術的地位，典藏了他的三十幅作品，舉辦特展和出版專輯。
1997年2月，洪通之子洪世保為紀念其父，籌設洪通美術館基金會，並在臺南市立文化中心舉辦洪通逝世十週年紀念個展，再次燃起素人藝術的話題。同年10月臺南縣立文化中心應邀至紐約華人文化中心展出洪通個展。
2007年9月老翁張清松因仿已故的洪通作品而被捕，直至21世紀，洪通作品在市場仍具有一定價值。
2010年，桃園縣政府文化局舉辦「原鄉美學—洪通的異想幻境」展覽，展出洪通百餘幅作品與其生平事蹟。
2016年，洪通故鄉北門鯤江里新厝仔聚落以其畫作及生平故事為主體營造景點，以期振興當地觀光產業。
2020年為洪通百歲冥誕，臺南市美術館為其舉辦「再現傳奇 — 洪通百歲紀念展」，展出多幅家屬私藏的作品。

## 畫作特色
洪通作品畫面透露靈性、畫面流露出強烈精神力量、筆觸濃密、紋理纖細、形式繁瑣、無師自通的繪畫技巧。用色彩顏料，取材自然物，自行研磨混合，自製而成。材質以底材為主，分甘蔗板、紙、畫布三種。據知洪通創作畫作時除了以慣用手的右手為主外，有時會以左手、雙腳、生殖器具等身體部位輔以作畫。
洪通畫作元素多以人物、花鳥、樹木、船舶、飛機為主題，創作風格充滿童趣的風味，甚至有時一些宗教陣頭、廟宇建築、布袋戲、歌仔戲等日常生活表現及民間諺語、籤詩更是他繪畫拼湊結構組成的來源。洪通繪畫技巧用色多變且鮮明，不拘泥實體比例，創作風格超脫現實且自由，極具想像能力；畫作樸拙簡單的圖像，但卻能呈現出均衡且對稱的藝術美感。
由於早年的洪通做過乩童，讓他的生性思維受到信仰影響，五十歲時他開始專心畫畫不工作，繪畫中的花草樹木與符號等，均受過去生活背景經驗影響，繪畫中充滿熱鬧、神幻、宗教信仰的意象。
洪通早期畫作整體結構與道教畫相似，道教畫分多層，幾層「天」幾層「地」，整張繪滿符籙花樣，而洪通畫的分層結構代表他自我意識世界的秩序和事物各自的本位，所以洪通畫的是人、萬物與天地的關係，且因為不識字，所以他的自創圖像字與文字畫，充滿自我意識的圖像字，畫中的簽名更是一絕，洪通的洪字像哥倆好，有時除簽下洪通外，還畫出洪朱豆，簽出的圖樣各有不同。
專家認為英國畫家史考第·威爾遜（Scottie Wilson）的密集線條畫中老是隱藏著一隻隻窺視的眼睛，與洪通的玩偶面孔有異曲同工之妙，而玩偶式的面孔或人類的形像，是靈異畫家所熱愛的主題，英國女畫家吉兒有些畫中佈滿了玩偶的面孔，處理手法幾乎與洪通出於同一路線。
洪通使用了原始裝飾藝術中常見的幾何紋樣。鋸齒形的線條，格子式的編織幾乎是他的基本的手法。而在豐富的色彩與形象之中，他善於使用圓形的統合力，成為現代、原始趣味一種巧妙的綜合。
洪通被認為是線條結構的天才。在他的素描中，具一種高度的秩序感，統合感，然而又有一種生命的活力。可欣賞他的線條圖的紋理與組的美，以及阿米巴自由形態的造型。他的天才證實了在美術的基本原則上所追究的，確實是人類心靈中先天存在的秩序。
他所使用的艷麗的色彩雖然幾乎都可自民間色彩中找出源頭，但是他把這些色彩使用在抽像的模式上，無疑的出於他個人直感的創造。而他用色的手法，多彩多姿，除了承認他潛在的色感之外，同時也說明了色彩學的原則已在他心靈的掌握之中，隨意賦彩，都有令人激賞的效果。
線條與色彩兩者構成他的作品中最精彩的部份。所以他的最好的作品乃是線條畫賦彩的一類。其素描使用硬線條構成者，遠勝過表達毛筆感覺的構圖。
洪通的作品並沒有脫離任何一位素人畫家作品共有的原型，繁複及制式的技巧，呈現時間與勞力的堆積，其次，由於缺乏邏輯與形上學思考，作品本身多層重複，與民俗藝術間有強烈的類似性；最後，素人畫家在作品表現上的神祕造型及豐富色彩，基本上反應了畫家世界的完全自我性及生活性，而這種自我性及生活性的完成，恰巧基於素人畫家不具備任何知識，所必然導致的個人素樸認知。

## 時代意義
70年代的臺灣社會，由於美軍協防、美援以及大批技術官僚、知識份子幾乎多是在美國完成高等教育，因此，臺灣社會基本上瀰漫著全面性的西方主義，而這種西方主義在某種程度上又窄化為美國主義，從流行音樂、日用品、生活外來語、學術走向以至文學、藝術風潮，皆為如此，發掘了洪通，實際就是當年社會在潛意識上，對全面美國文化的一種反彈及投射；而肯定洪通，自然而然具有肯定素人文化，肯定民間本土活力，肯定民族文化在全面美國文化凌駕之下的最後尊嚴的某種意義。洪通熱潮期間，藝評家陸蓉之曾撰〈臺灣樸素藝術的美學〉表示說：「臺灣地區對『樸素藝術』名詞的認識，恐怕要歸功於洪通的崛起。」
但是不幸的是，媒體消費了洪通後便視如敝屣，不再報導關於洪通的任何消息，對於洪通晚年的窮困境遇亦未有人實際伸出援手。在高中課本泰宇版教材中一段落述道：「... ...媒體炒作素人畫家洪通的熱潮，亦屬曇花一現。」

## 評價
|                                               | …我對鯤島的名字感到懷念，即像我無限懷念我祖父一樣親切。因為些是屬於我們祖先、祖父、父親時代的產物…我腦袋裡的臺南古都，應詃是充滿著民俗與傳奇色彩的…想像中的人物體格都屬瘦型…為何我會這麼想，理由不明，只是我以為這麼想像才像我祖父時代的典型人物。…童年時我家開雜貨店…小時候我最怕上店樓上，那樓上堆滿一籠籠的金紙銀紙…還有在人死時在靈桌前供養的一對對男女紙人兒…到了洪通家，在他的畫裡我意外地再次踫到了這些小人兒的臉孔！ |
| ——賴傳鑑，《洪通特輯--洪通訪問記》，1973年4月 | |

|                        | 我們喜歡洪通的畫，欣賞洪通的畫，不需要具有任何藝術上的修養，人人都能欣賞。 |
| ——美國新聞處文化組羅傑 |                                                                            |

|        | 以我所受過的學院派訓練，習慣上我自畫會以西洋美術史中或中國傳文人畫的觀點來欣賞，但洪通的畫卻讓我不能以上面兩件觀點的任何一種來欣賞，不過，現在最重要的問題不是在『爭辯』洪通的畫究竟好不好，或是這畫展值不值得舉辦，而是該探討什麼『洪通畫展』會引起那麼大的注意…我們學院派的美術教育應該有所深思了。 |
| ——蔣勳 | |

## 相關著作
- 無獨有偶工作室劇團.《洪通計畫》[35][36][37]
- 韻鈴舞蹈團.《緣起不滅~異想洪通》[38][39]
- 洪米貞.《靈魅．狂想．洪通》.雄獅美術.2003.ISBN 9574740544[40]
- 鄭明進.《洪通繪畫．無師自通》.青林國際.2005.ISBN 9789867249333[41]

## 連結
- 洪通 - 桃園網路美術館 （页面存档备份，存于）
- 洪通故居彩繪村-台南旅遊網 - 台南市政府觀光旅遊局 （页面存档备份，存于）
- 洪通的Facebook專頁